# Lignières-la-Carelle
Lignières-la-Carelle är en kommun i departementet Sarthe i regionen Pays de la Loire i nordvästra Frankrike. Kommunen ligger i kantonen La Fresnaye-sur-Chédouet som tillhör arrondissementet Mamers. År 2018 hade Lignières-la-Carelle 374 invånare.

## Befolkningsutveckling
Antalet invånare i kommunen Lignières-la-Carelle
| Referens: INSEE |